# Neitokainen
Neitokainen (également appelé Neitojärvi ou bien Finlantto) est un étang artificiel achevé en 1991 sur les pentes de Vesikkovaara, dans la municipalité de Kittilä, en Finlande.
La longueur de Neitokainen est de 116 mètres, et la profondeur moyenne est d'un mètre. Il se trouve à 225 mètres d'altitude. Cet étang artificiel a la forme de la Finlande, et mesure environ un dix-millième de la taille réelle du pays.
L'inventeur de l'idée de l'étang artificiel est Esko Sääskilahti, qui a effectué les mesures nécessaires et marqué les contours du lac sur le terrain. Après cela, le lac a été creusé avec des excavatrices. Les travaux d'excavation ont duré environ une semaine, deux machines ont été utilisées. Neitokainen tire son eau d'une nappe phréatique, puisée depuis le puits "Åland".